# Big Kahuna Burger
Big Kahuna Burger — вигадана мережа гавайських ресторанів швидкого харчування, згадується у фільмах Квентіна Тарантіно: «Доказ смерті», «Чотири кімнати», «Від заходу до світанку», «Кримінальне чтиво» і «Скажені пси».
Дизайн брендованої упаковки, що з'являється в кадрі, створений старим приятелем Тарантіно Джері Мартінесом.
Після згадки в кіно ряд компаній стали використовувати це ім'я як назву для своїх ресторанів, а також назву продуктів, що в них реалізуються.
Big Kahuna Burger зустрічається також у фільмі «Пригоди Шаркбоя і Лави».